# Forte da Meia Praia
O Forte da Meia Praia, originalmente conhecido como Forte de São Roque ou Forte da Meia Praya, é um monumento militar situado na zona da Meia Praia, no Município de Lagos, em Portugal.
Construído no século XVII para defender a baía de Lagos, foi muito danificado no Sismo de 1755 e reconstruído nos finais desse século. Posteriormente deixou de ter funções militares, tendo sido utilizado como um posto da Guarda Fiscal.
Foi classificado como Monumento de Interesse Público em 2015.

## Descrição

### Localização e composição
O forte está situado numa pequena colina no areal da Meia Praia, da qual recebeu o nome pelo qual é popularmente conhecido. Localiza-se na zona central da Baía de Lagos, numa posição estratégica que permitia dominar aquele acidente geográfico, no lado oriental da cidade. A Norte do monumento situa-se o Apeadeiro da Meia Praia, e a Leste existe um parque de estacionamento para os utentes da praia.

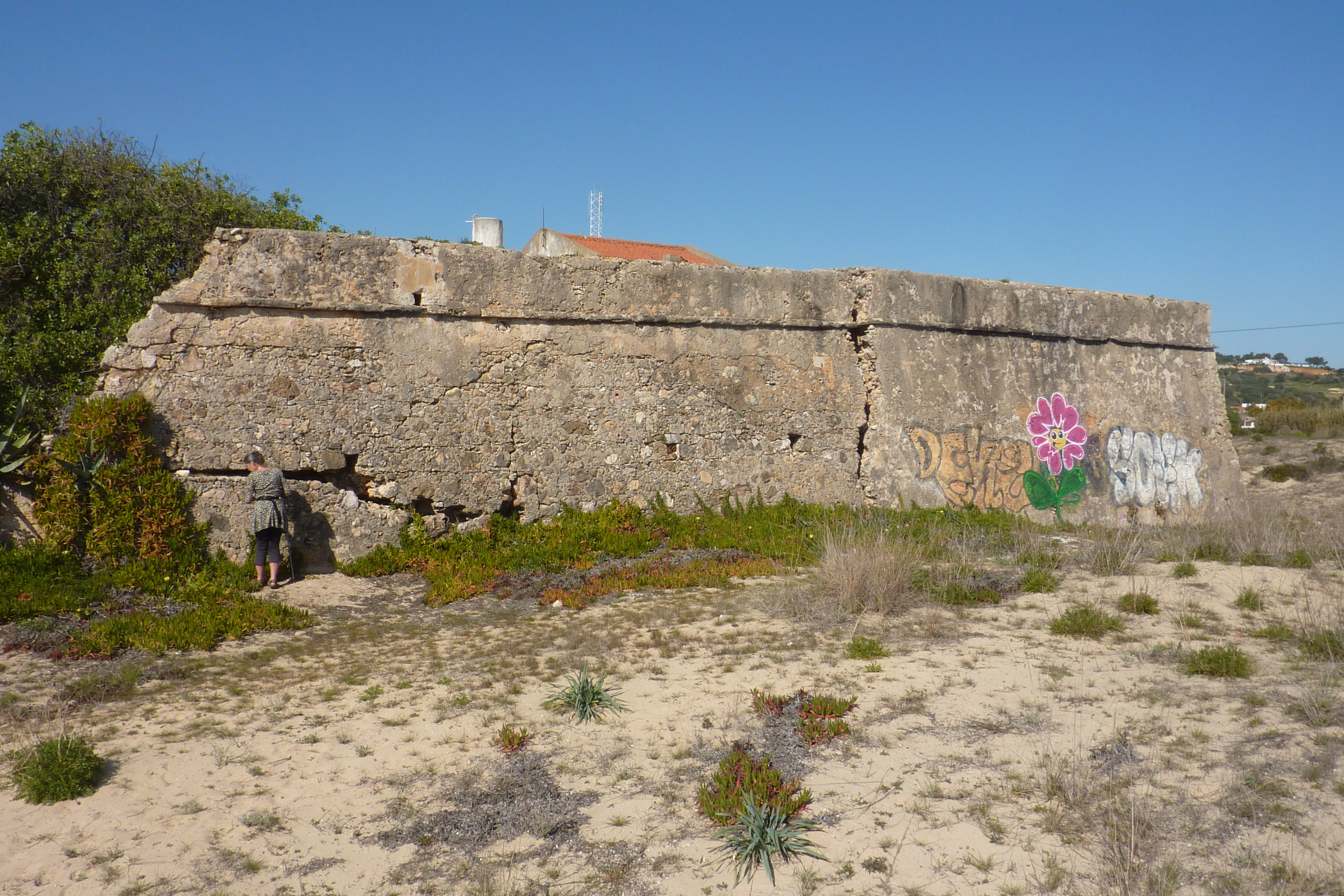
Fachada Sudeste do forte, em 2016.

O edifício, de pequenas dimensões, apresenta uma traça maneirista, tendo sido construído de acordo com as novas práticas de artilharia da altura. Tem um formato semelhante ao do Forte da Ponta da Bandeira, mas mais básico e de menores dimensões, com uma planta simples e de forma sensivelmente quadrangular, composta por três arestas regulares, enquanto que a do lado Noroeste é irregular. No lado do oeano possui uma bateria, cujo acesso é feito através de uma rampa, enquanto que no lado Noroeste apresenta dois meios baluartes, que ladeiam o portal de entrada. Sobre este portal existia uma lápide comemorativa da sua construção ou reconstrução por Nuno da Cunha de Ataíde, sendo ainda visível em 1945 a inscrição: «GOVERNAmdo este REINO Nuno DA CVNHA DE / [ATHAIDE CON DE PONTEVE] [...] DE cerra DE / [...] ESTE FOR / [...] [MEIA] PRIA e e / [...] MÃO AQUI F.». No interior do forte sobreviveu apenas uma dependência com dois pisos, que é mais elevada do que as muralhas, pelo que provavelmente não faria parte da organização original do edifício. Com efeito, as várias campanhas de obras pelas quais passou o forte modificaram completamente a sua disposição interna, dificultando a compreensão de como seria a estrutura original.
Embora o forte tenha sido originalmente conhecido como de São Roque, o seu patrono é São José. A sua denominação original refere-se à Praia de São Roque, que era o nome antigo da Meia Praia.

### Conservação e importância
O Forte da Meia Praia tem uma grande importância histórica como parte do conjunto de defesas marítimas do Algarve, tendo sido considerado pelo historiador José António Martins como um símbolo das fortificações marítimas da Praça de Guerra de Lagos e do património militar, espelhando «toda a grande construção que foi feita no século XVII, no reinado de D. Afonso VI», além de ser «um dos ex-libris de toda a zona nova da cidade de Lagos».

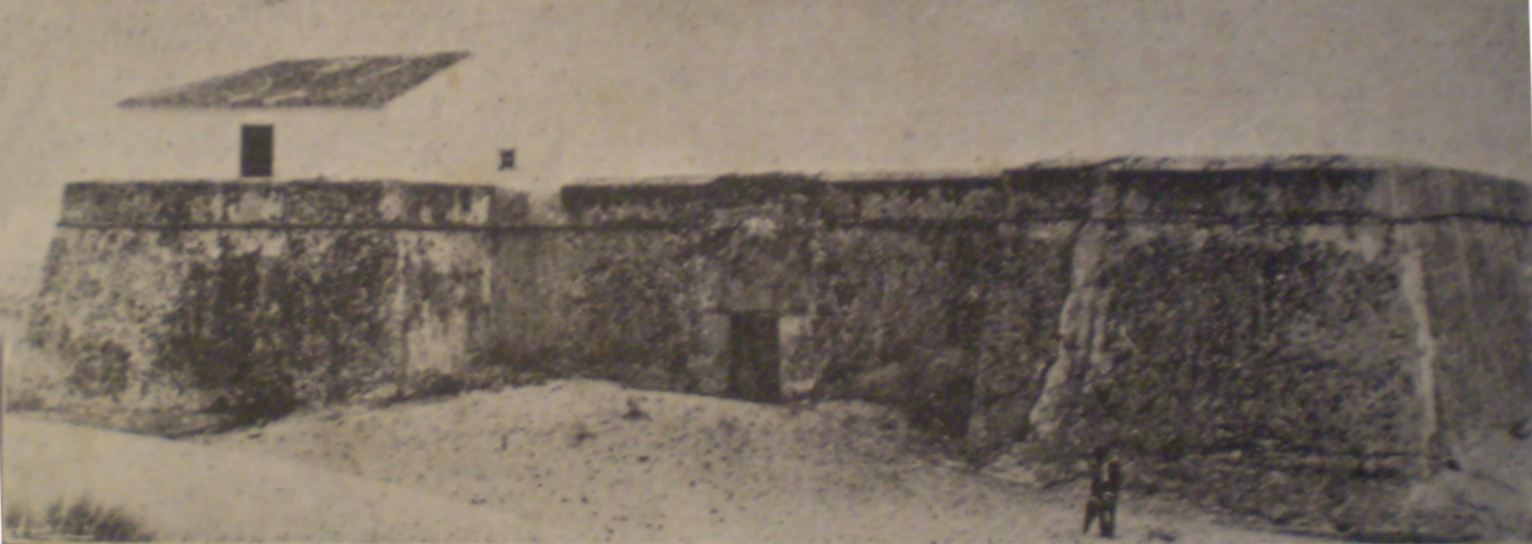
Fotografia do Forte da Meia Praia, publicada na obra Monografia de Lagos, de 1910.

## História

### Construção
No século XVII, esteve em curso um programa para a instalação de fortalezas ao longo de vários pontos estratégicos da costa Sul do Algarve, entre Sagres e Castro Marim, com a importante cidade de Lagos a possuir um sistema próprio. O Forte da Meia Praia foi construído provavelmente na segunda metade do século XVII, entre 1674 e 1675, por ordem do Governador das Armas do Algarve, D. Nuno da Cunha de Ataíde, Conde de Pontével, durante o reinado de D. Afonso VI, já sob a regência de D. Pedro. Servia para defender a praia e controlar a baía a oriente de Lagos, funcionando assim como um complemento à rede de defesas marítimas da cidade. Com efeito, considerava-se que os canhões das outras fortalezas costeiras de Lagos não eram suficientemente fortes para cobrir a baía, criando uma perigosa lacuna na defesa da zona nascente de Lagos. A fortificação serviria igualmente para guardar a foz da Ribeira da Carrapateira, uma linha de água de pequenas dimensões, que posteriormente desapareceu devido ao progressivo assoreamento.

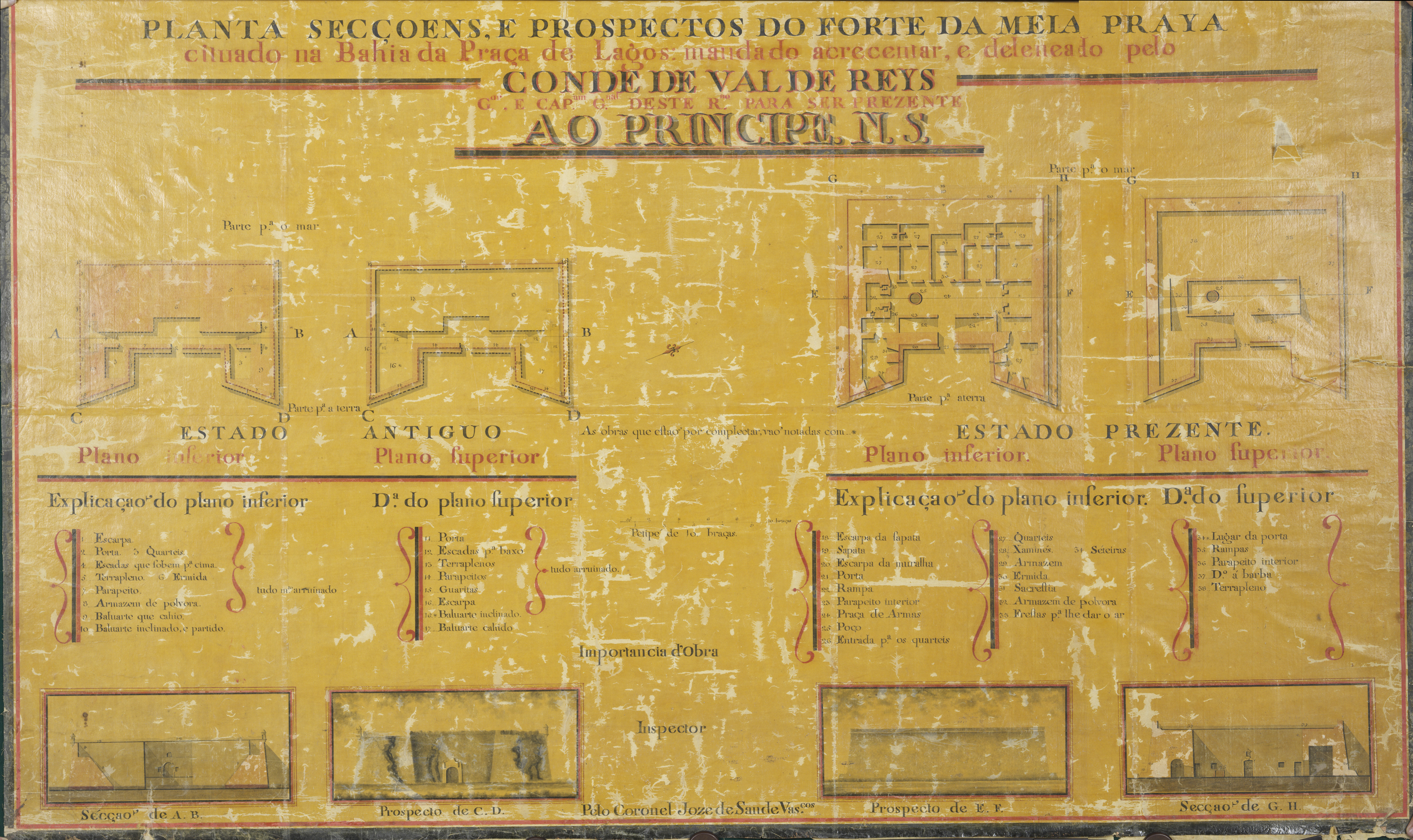
Planta do Forte da Meia Praia, elaborado na Década de 1790, que mostra as várias alterações que tinham sido recentemente feitas no interior.

### Séculos XVIII e XIX
Em 1754, o forte foi inspeccionado pelo governador e capitão general, D. Rodrigo António de Noronha e Meneses, possuindo nessa altura duas peças de ferro e uma peça de bronze, ainda em funcionamento, e uma outra também em ferro, já avariada. Foi muito danificado pelo Sismo de 1755 e consequente maremoto, tendo algumas paredes sido derrubadas. Os efeitos do terramoto foram descritos num relatório de 18 de Julho de 1765, elaborado pelo sargento-mor, Romão José do Rego: «pelo impulso que fez o mar, depois do terramoto do ano de 55, arruinou-se em diferentes partes e lançou na areia, feita em pedaços, a quarta parte da sua extensão. Não tem, ao presente, quartel nem armazens para a pólvora e a sua re-edificação fará de despensa 600$000 réis». O processo de reconstrução foi muito prolongado e falhou em devolver a importância de origem ao forte, tendo uma notícia de 1785 relatado que ainda não tinha sido reinstalado o quartel nem o armazém para pólvora. Por volta de 1790, foi elaborada uma planta e descrição do forte por José de Sande Vasconcelos, onde referiu que tinha duas baterias, uma a nascente que estava incapaz, e outra a Sul, uma ermida no centro do pátio, e um quartel e armazém, ambos no meio baluarte do lado poente. As obras de reconstrução definitivas só foram iniciadas em 1796, devido à iminente ameaça da invasão pelas forças francesas. Estes trabalhos incluíram a reconstrução do terrapleno da bateria em Setembro desse ano, tendo as peças sido entretanto colocadas na areia da praia. Segundo um documento relacionado com o pagamento aos trabalhadores, as obras decorreram pelo menos até Junho de 1797.
Um alvará de 1805 do príncipe regente, D. João, ordenou que o forte ficasse dependente da praça-forte de Lagos. Em 1821, existe um relato que a fortificação ainda se encontrava em bom estado, possuindo três peças em ferro. Porém, logo no ano seguinte existe um ofício do capitão engenheiro, José Feliciano Farinha, que descreveu o forte como abandonado e destruído. O forte foi considerado como um importante elemento do sistema de defesa costeira durante a Guerra Civil Portuguesa, mas perdeu as suas funções militares após o final daquele conflito, em 1834, pelo que foi desguarnecido e desartilhado. Em 1840, foi inspeccionado pelo major de engenharia Francisco António Garcez, que confirmou que não tinha guarnição nem peças de artilharia. Num artigo publicado no jornal O Panorama de 5 de Novembro de 1842, é relatado que as fortalezas da Meia Praia e da Ponta da Bandeira já não eram capazes de defender eficazmente a baía, por não terem a guarnição e artilharia adequadas. Em 1849 foi estudado por dois oficiais do Corpo de Engenheiros, que relataram que o forte precisava de grandes obras, incluindo a desobstrucção parcial das muralhas e reparações no reboco.
Segundo o investigador Manuel João Paulo Rocha, em 11 de Julho de 1878 a Câmara Municipal de Lagos cedeu o forte à administração da Alfândega de Faro, no sentido de ser ali instalado um posto de fiscalização. Em troca, a autarquia foi autorizada a demolir um peitoril no lado da Rua da Vedoria, que dava acesso à antiga Casa da Alfândega. Embora esta função tenha levado a grandes alterações nos seus interiores, incluindo o restauro e ampliação dos compartimentos, terá sido provavelmente devido à presença do posto da Guarda Fiscal que o imóvel tenha permanecido inteiro até ao século XXI. Em 1881, foi elaborada uma nova planta do forte, assinada por Henrique dos Santos Rosa.

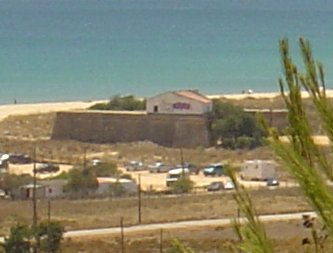
Forte da Meia Praia em 2007.

### Séculos XX e XXI
Em 1909, Manuel João Paulo Rocha refere que ainda existia o posto de fiscalização no Forte da Meia Praia.
Durante o século XX, foram feitas várias tentativas falhadas para preservar e rentabilizar o imóvel, tendo a Direcção-Geral dos Edifícios e Monumentos Nacionais chegado a avançar com uma proposta para a instalação de uma unidade turística. Em 1944 o posto foi trespassado à Guarda Fiscal, ficando guarnecido por um segundo cabo e quatro soldados, possuindo então um valor patrimonial de 5.500$00 Escudos. Em 1945 ainda existem registos da lápide sobre o portal, embora já muito incompleta. Em 1962 foram feitas obras no posto da Guarda Fiscal, que incluíram a substituição da cobertura, o reboco e a caiação das paredes, tanto no interior como no exterior, a instalação da rede telefónica e de iluminação eléctrica, construção de sanitários no antigo adarve e de uma fossa séptica no lado poente do forte, aplicação de uma bomba manual no poço, e instalação de uma porta de madeira e de uma vedação em arame na parte em ruínas dos paramentos no lado Sul. Posteriormente esta intervenção foi concluída com a construção de um passadiço de blocos de cimento no lado Norte do imóvel, e a instalação de água canalizada e de uma bomba eléctrica no poço. Um ofício de 1972 da Direcção-Geral dos Edifícios e Monumentos Nacionais informou que seriam necessários 400 mil Escudos para fazer as obras de consolidação mínimas que o forte necessitava, pelo que a sua recuperação não era considerava viável, a não ser que fosse financiada por um subsídio especial. Em 1982 o posto da Guarda Fiscal deixou de estar guarnecido, passando a ser utilizado apenas como casa de férias dos serviços sociais daquele órgão. As instalações da Guarda Fiscal deixaram de funcionar em meados da década de 1990, mas só em 25 de Janeiro de 2000 é que foi elaborado o auto de entrega do imóvel à Fazenda Pública, encerrando definitivamente o posto.
O processo para a classificação do forte iniciou-se em 12 de Outubro de 1956, com a Junta Nacional da Educação a propôr a sua classificação como Imóvel de Interesse Público. Porém, só classificado como Monumento de Interesse Público pela Portaria n.º 41/2014, de 7 de Janeiro, mas este diploma foi revogado pela Portaria 116/2015, de 21 de Janeiro, devido a várias imprecisões no preâmbulo. Com efeito, o documento original descreveu erradamente o imóvel como tendo dois torreões, referência que causou alguma polémica a nível local e regional. O forte voltou a ser classificado pela Portaria n.º 182/2015, de 24 de Fevereiro, que corrigiu a descrição para dois meios baluartes, e expandiu o resumo histórico do monumento. Em 2004 a Assembleia Municipal de Lagos pediu ao governo para que o antigo forte passasse para a sua tutela, pedido que no entanto foi recusado. Em Setembro de 2007, foi feita uma segunda tentativa por parte da Assembleia Municipal e da autarquia, que pediram ao Ministério da Defesa para transferir a posse do forte, de forma a proceder à sua recuperação e adaptação para outros usos. Foram avançadas várias possíveis utilizações para aquele espaço, incluindo como centro de actividades ligadas ao ambiente, uma colónia de férias, um observatório astronómico, um núcleo museológico dedicado ao oceano, ou um centro para observação e conservação de espécies marinhas. Este pedido foi feito devido ao avançado estado de abandono e degradação do monumento, e à inexistência de planos para a sua recuperação por parte do Ministério da Defesa. Com efeito, na década de 2000 os muros apresentavam grandes fendas, estando em risco de desmoronamento caso não fossem feitas obras de reparação. Porém, este segundo requerimento também foi negado.
Em 2014, a vereadora com o pelouro da cultura na Câmara de Lagos, Maria Fernanda Afonso, afirmou à Agência Lusa que ainda estavam a trabalhar na recuperação e reutilização do antigo forte, e que não tinha sido encontrada quaisquer documentação sobre a transferência para a alfândega, no século XIX. Nessa altura, a autarquia estava a planear a instalação de um centro ambiental ou de um núcleo museológico ligado ao mar, baseado principalmente no papel histórico do forte. Em 2016, o governo lançou o programa Revive, que tinha como finalidade entregar vinte monumentos, incluindo o Forte da Meia Praia, à gestão privada, no sentido de proceder ao seu restauro e adaptação a utilizações culturais e comerciais, como hotéis, restaurantes ou museus. Nos princípios de 2020, o governo manifestou a intenção de abrir quatro concursos para a utilização turística de património público, que incluiu o Forte da Meia Praia. Em Maio de 2021 a Coligação Democrática Unitária denunciou o avançado estado de degradação em que se encontrava o imóvel, tendo exigido a realização de obras urgentes de forma a prevenir o seu desaparecimento. Durante uma sessão da Assembleia Municipal de Lagos em Fevereiro de 2024, foi aprovada uma proposta para a criação de uma petição pública, de forma a chamar a atenção para as graves condições de degradação em que se encontrava o Forte da Meia Praia. Em finais desse ano, a delegação de Lagos do Partido Social Democrata também alertou para as condições de degradação em que se encontrava o forte.

## Leitura recomendada
- CARDO, Mário (1998). Lagos Cidade: Subsídios para uma Monografia. Lagos: Grupo dos Amigos de Lagos
- MORÁN, Elena; PEREIRA, Daniela Nunes (2008). Lagos dos Descobrimentos: contributos para a delimitação do núcleo primitivo da cidade e sua expansão extramuros até 1550. [S.l.]: Universidade do Algarve. Consultado em 10 de Março de 2022 – via Universidade de Évora
- PAULA, Rui Mendes (1992). Lagos: Evolução Urbana e Património. Lagos: Câmara Municipal de Lagos. 392 páginas. ISBN 9789729567629